# Budhlada
Budhlada é uma cidade  no distrito de Mansa, no estado indiano de Punjab.

## Geografia
Budhlada está localizada a 29° 56′ N, 75° 34′ L. Tem uma altitude média de 211 metros (692 pés).

## Demografia
Segundo o censo de 2001, Budhlada tinha uma população de 23,499 habitantes. Os indivíduos do sexo masculino constituem 53% da população e os do sexo feminino 47%. Budhlada tem uma taxa de literacia de 68%, superior à média nacional de 59.5%; a literacia no sexo masculino é de 73% e no sexo feminino é de 62%. 13% da população está abaixo dos 6 anos de idade.